# Frauenaufstand von Gerolzhofen
Der Frauenaufstand von Gerolzhofen bezeichnet eine Demonstration von 800 bis 1000 Frauen und Kindern sowie einigen Männern am 6. April 1945 gegen die örtliche nationalsozialistische Führung. Die Demonstrantinnen forderten das Hissen einer weißen Fahne als Symbol der kampflosen Auf- bzw. Übergabe der Stadt an die amerikanische Armee, die im Begriff war, die Stadt zu zerstören, falls Widerstand geleistet werden sollte. Eine Demonstration mit so vielen Teilnehmern gegen das nationalsozialistische Regime war selten und lebensgefährlich. Gegen die Rädelsführer wurden in einem eilig durchgeführten Standgericht in deren Abwesenheit Todesurteile verhängt, die nicht mehr vollstreckt werden konnten.

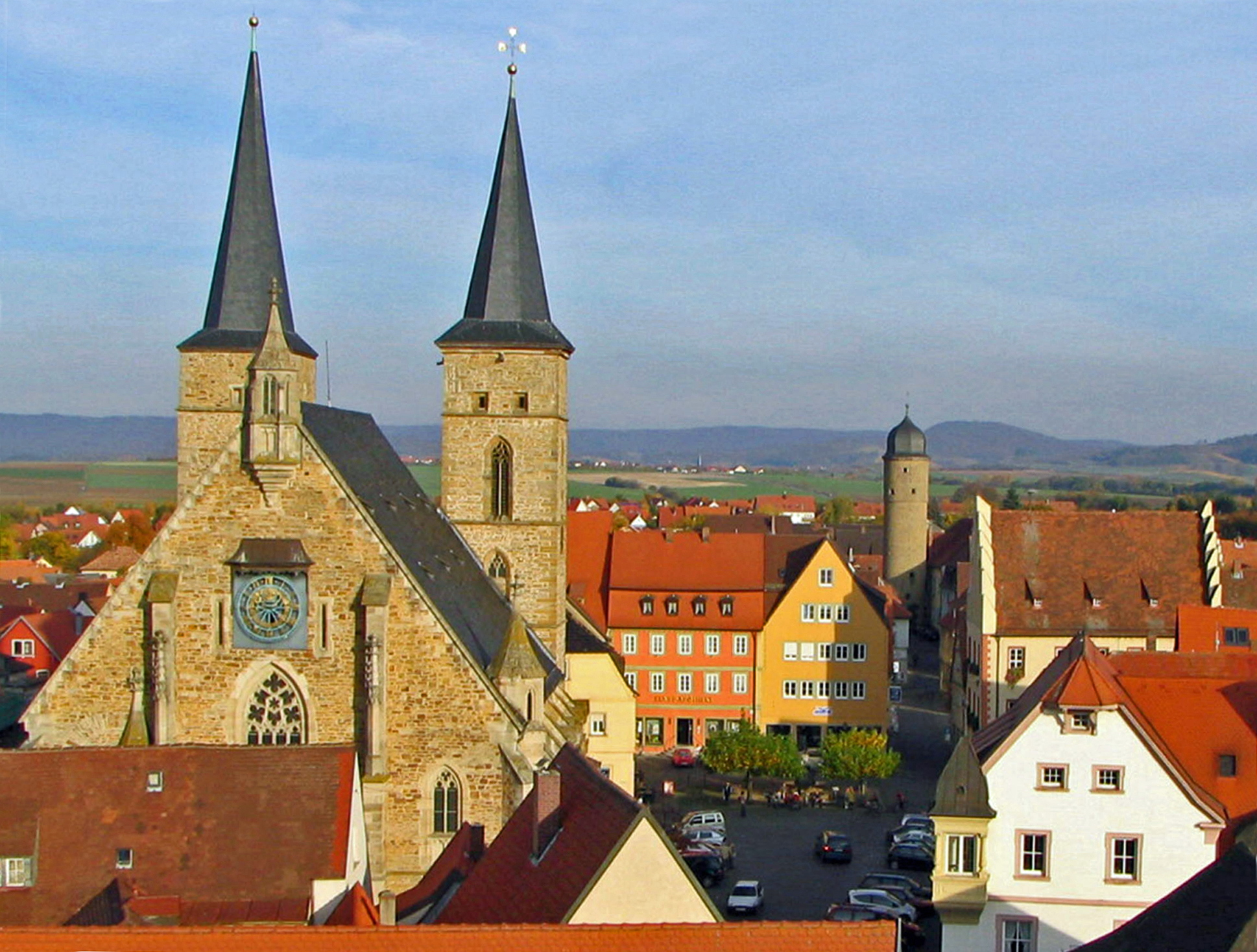
Ort des Frauenaufstands vom 6. April 1945

## Hintergrund
Am 6. April 1945 war die Einnahme Würzburgs durch die 7. US-Armee nach verlustreichen Kämpfen beendet worden. Amerikanische Einheiten drangen von Norden und Süden her in Richtung Schweinfurt und Steigerwald vor und hatten bereits Volkach erreicht. Östlich davon war keine klare Frontlinie erkennbar. In Gerolzhofen war amerikanisches Artilleriefeuer hörbar. Mit dem Eintreffen der Truppen wurde stündlich gerechnet. In dieser kritischen Situation verbreitete sich die Nachricht von der Rückkehr des bereits geflohen geglaubten NSDAP-Ortsgruppenleiters Ludwig Zrenner, der mit anderen Mitgliedern der Kreisleitung die Verteidigung der Stadt „bis zum letzten Stein“ anordnete, den Bataillonsgefechtstand und Panzersperren besetzen ließ und den Volkssturm aktivierte. Damit war eine Entscheidung unausweichbar geworden, dem nationalsozialistischen Durchhalteterror mit der Konsequenz der Zerstörung der Stadt und blutiger Kämpfe zu folgen oder unter der Gefahr der standrechtlichen Erschießung die kampflose Übergabe zu fordern.

## Ablauf
Am Nachmittag des 6. April wurde die Gerolzhöfer Lehrerin Josephine Schmitt (1890–1967) in die Schule beordert, um ihren Schulsaal für zurückflutende Wehrmachtseinheiten zu räumen. Dabei erfuhr sie von der Anordnung zur Verteidigung der Stadt und entschloss sich zum sofortigen Handeln. Über ihre Schüler und einige Frauen, von denen sich am Freitagnachmittag viele zu den Wochenendeinkäufen in der Stadt befanden, verbreitete sie den Aufruf, dass sich gegen 18.00 Uhr möglichst viele Frauen und größere Kinder auf dem Marktplatz einfinden sollten, um die kampflose Übergabe zu fordern.
Die mündliche Informationsweitergabe in der verhältnismäßig kleinen Stadt funktionierte sehr effektiv. Kurz vor 18.00 Uhr war der Platz mit 800 bis 1000 Frauen, Kindern und auch zahlreichen, vor allem älteren Männern gefüllt. Lautstark wurde die weiße Fahne gefordert. Josephine Schmitt begab sich in das Rathaus, um ihre Forderung an den Bürgermeister Hans Gress zu richten. Dieser sagte seine Unterstützung zu, betonte jedoch, dass die Entscheidungsbefugnis in dieser Sache bei der Partei liege. Dann schloss er sich der Demonstration an.
Der Demonstrationszug setzte sich sodann zum Haus des Ortsgruppenleiters, zum Landratsamt und zur Kreisleitung in Bewegung. Dabei kam es zu dramatischen und tumultartigen Szenen. Mehrfach wurden Mitglieder der Kreisleitung, die keinerlei Entgegenkommen signalisierte, an verschiedenen Orten der Stadt gestellt, tätlich angegriffen, verprügelt und durch die Stadt gejagt. Währenddessen ergingen mehrfach an zurückflutende Wehrmachtseinheiten, die auf Lastwägen in das Getümmel auf dem Marktplatz fuhren, Befehle, in die Menge der Demonstrantinnen zu schießen. Die Wehrmacht verweigerte den Schießbefehl oder schoss demonstrativ in die Luft. Auch eine in der Stadt stationierte SS-Einheit erhielt Schießbefehl. Die Demonstration drohte in einem Blutbad zu enden.
Während der Demonstration kam es zum Hissen der weißen Fahne. Drei Männer, der Holzwarenfabrikant Felix Raab, der Kinobesitzer Georg Höret, und der unter regelmäßiger Nachstellung der Partei lebende Sozialdemokrat Karl Eich, drangen mit einer weißen Fahne in das Rathaus ein, nachdem ihnen zuvor der offen antifaschistisch eingestellte katholische Stadtpfarrer Dr. Josef Hersam den Zugang zum Kirchturm verweigert hatte (aus Angst vor der Entdeckung des Würzburger Kirchenschatzes, der in einer geheimen Aktion dort verborgen worden war). Im Durcheinander und nach einigen tätlichen Auseinandersetzungen gelang es, die weiße Fahne aus einem Fenster des Rathausdachbodens zu hissen. Von dort war sie bis Frankenwinheim sichtbar, wo man die anrückenden Amerikaner vermutete.
Die Hauptforderung der Demonstration war damit erfüllt. Die Auseinandersetzungen auf dem Marktplatz waren ohne Blutvergießen abgegangen. Als der Landrat spätestens gegen 19.00 Uhr Fliegeralarm gab, zerstreute sich die Menge.

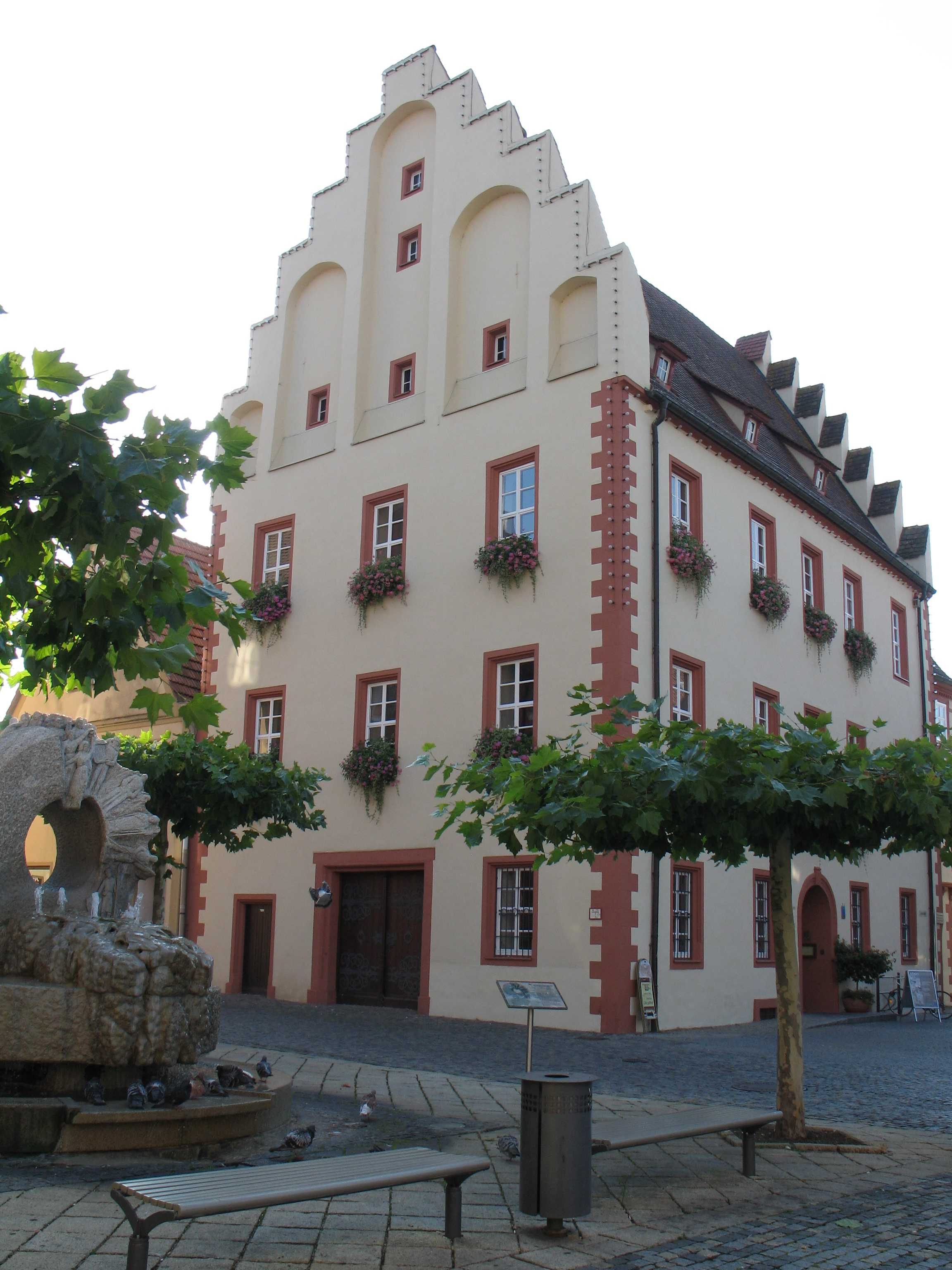
Historisches Rathaus mit Marktbrunnen

### Reaktion der Partei
Noch während die Demonstrantinnen begannen, nach den lokalen Parteigrößen in deren Wohnungen und in der Kreisleitung zu suchen, hatten der Ortsgruppenleiter Ludwig Zrenner und der stellvertretende Kreisleiter Albert Lukas unbemerkt von der Menge das Rathaus betreten. Ihnen liefen die Fahnenhisser geradewegs in die Hände. Felix Raab und Karl Eich (Georg Höret war vorher noch einmal weggegangen, um Werkzeug zu holen) wurden mit Hilfe der anwesenden Polizei im Bürgermeisterzimmer eingesperrt. Mit Verweis auf den Befehl von Heinrich Himmler zur sofortigen Erschießung sämtlicher Fahnenhisser wurde ihre Erschießung binnen einer halben Stunde angeordnet. Felix Raab gelang die Flucht durch das Fenster des Rathauses. Im Durcheinander konnte auch Karl Eich durch den Rathausaufgang fliehen. Es ist davon auszugehen, dass die lokale Polizei den Erschießungsbefehl zu hintertreiben versuchte und die Flucht der Fahnenhisser durch aktives Wegsehen unterstützte.
Gegen 20.00 Uhr fand im Ortsgruppenlokal der NSDAP eine Parteiversammlung statt, zu der auch die Behördenleiter bestellt worden waren. Dabei wurden Gegenmaßnahmen beschlossen. Die Rädelsführer sollten identifiziert und verhaftet werden, wobei der Landrat instruiert wurde, die ihm unterstellte Polizei zu den Verhaftungen loszuschicken. Noch während der Versammlung wurde Josephine Schmitt denunziert. Gegen sie wurde ein Todesurteil ausgesprochen. Die bereits ergangenen Todesurteile gegen die Fahnenhisser Raab und Eich wurden bestätigt. Auch die beiden städtischen Beamten Andreas (Stadtoberinspektor) und Xaver Schieber (Stadtkämmerer), die der Partei schon lange als „unzuverlässig“ galten, sollten verhaftet werden. Sie hatten die Flucht der Fahnenhisser begünstigt und waren auf dem Marktplatz aktiv gegen die NSDAP-Größen vorgegangen. Einige der Frauen, die verbal und mit Prügeln und Steinen die Parteigrößen angegriffen hatten, sollten ebenfalls verhaftet werden.

### Verhaftungswellen und Todesurteile
Die Sitzung der NSDAP war von einem Polizeibeamten belauscht worden. Er konnte auf Umwegen dafür sorgen, dass die meisten von der Verhaftung Bedrohten rechtzeitig gewarnt werden konnten. Josephine Schmitt verbarg sich in den nächsten Tagen bei Bekannten im nahe gelegenen Dingolshausen, wo sie mehrfach nur knapp der Entdeckung entging. Felix Raab wurde nur eine Straße weiter von Hans Mattmann in einer Scheune versteckt. Karl Eich floh zu den Erlöserschwestern nach Lülsfeld. Xaver Schieber schlug sich nach Nordheim durch und nahm Kontakt zu den amerikanischen Truppen in Volkach auf. Entgegen der Annahme der Gerolzhöfer waren amerikanische Truppen nicht schon unmittelbar vor der Stadt gestanden. Tatsächlich hatten sie die weiße Fahne gar nicht gesehen und erfuhren erst jetzt von den Vorgängen in Gerolzhofen.
Noch während der Nacht sowie am folgenden Tag wurden Bürgermeister Hans Gress und Landrat Oeder verhaftet, denen man Unterstützung oder zumindest Passivität vorwarf, der städtische Beamte Andreas Schieber, der Kinobesitzer Georg Höret, zwei Frauen, die sich auf dem Marktplatz besonders hervorgetan hatten, sowie in Sippenhaft die Ehefrauen von Xaver Schieber (Ilse Schieber), Felix Raab (Luise Raab) und Karl Eich (Martha Eich).
Die noch in der Nacht Verhafteten wurden am nächsten Morgen durch ein bewaffnetes Kommando in Begleitung von Zrenner und Lucas einem Standgericht in der Schweinfurter Panzerkaserne überstellt, die am nächsten Tag Verhafteten wurden nach Haßfurt abtransportiert. Trotz schwerer Verhöre und unmenschlicher Bedingungen gaben die Verhafteten keine Informationen preis und belasteten niemanden. Das Schweinfurter Standgericht bestätigte schließlich nur die schon zuvor ergangenen Todesurteile gegen die bereits geflohenen Rädelsführer, während man die ihm unmittelbar Vorgeführten laufen ließ. Sie schlugen sich zu Fuß nach Gerolzhofen durch. Den in Haßfurt Inhaftierten gelang die Flucht mit Hilfe eines ihnen zufällig bekannten Polizisten, der zu ihrer Bewachung abgestellt war.
Damit war die Verhaftungswelle trotz aktiver Versuche von Ortsgruppen- und stellvertretendem Kreisleiter, ein schärferes Urteil zu erlangen, ohne neue und vor allem ohne direkt vollstreckbare Todesurteile geblieben. Die Verfolgten und Verhafteten waren, durch viele glückliche Umstände begünstigt, glimpflich davongekommen, mit Ausnahme von Luise Raab, die wenige Tage später an den Strapazen starb. Entscheidend für den im Ganzen glimpflichen Ausgang war allerdings, dass bereits in der Nacht sowie während der Verhandlung amerikanische Artilleriegranaten in der Kaserne einschlugen und das Standgericht selbst und die weiteren nationalsozialistischen Machtstrukturen in Auflösung begriffen waren.

### Einnahme der Stadt durch US-Truppen
Am 13. April 1945 ab 10:00 Uhr wurde die Stadt ohne Blutvergießen von Norden aus von den Amerikanern besetzt. Diese hatten zuvor durch einen deutschen Mittelsmann Bürgermeister Gress als Parlamentär zu sich beordert, ihn von dem unmittelbar bevorstehenden Einmarsch in Kenntnis gesetzt und ihm Anweisungen zur Vorbereitung eines Verlaufs ohne Zwischenfälle erteilt.

## Bewertung
Der Frauenaufstand richtete sich nicht gegen die nationalsozialistische Herrschaft an sich. Schließlich hatten zahlreiche der unmittelbar Beteiligten den Nationalsozialismus über viele Jahre mitgetragen. Bürgermeister Hans Gress sowie die städtischen Beamten Xaver und Andreas Schieber waren qua Amt Parteimitglieder seit 1933, obwohl sie als „unzuverlässig“ galten und ihnen z. T. gar eine antifaschistische Gesinnung attestiert wurde.
Die Initiatorin, Josephine Schmitt, war als Lehrerin ebenfalls Parteimitglied seit 1933 und in der NS-Frauenschaft aktiv, wobei sie 1933 auch einen Vortrag gehalten hatte, der Führergedanken und Rassenideologie verherrlichte. Sie galt Vielen als überzeugte Nationalsozialistin, wobei sie allerdings nicht als Aktivistin in Erscheinung trat. Ob und zu welchem Zeitpunkt die tief religiöse Katholikin sich innerlich von der Partei distanzierte, lässt sich nicht bestimmen. Andere Beteiligte, etwa Felix Raab, galten sogar als aktive Antisemiten.
Als Akt des Widerstands gegen den Nationalsozialismus kann der Frauenaufstand daher nicht betrachtet werden, auch wenn viele der Beteiligten sich vor den Spruchkammern mit Verweis auf den Frauenaufstand als Widerständler zu inszenieren versuchten, um einen günstigen Richterspruch zu erreichen. Der Aufstand richtete sich gegen die Folgen des Durchhalteterrors, der der Bevölkerung mit der anbefohlenen Zerstörung die Lebensgrundlagen zu entziehen drohte.
Als später Akt der Befreiung kann der Frauenaufstand allerdings eingestuft werden. Im Rahmen der Maßnahmen zur Kriegsbeendigung zählt er zu den Ausnahmeerscheinungen, beteiligte sich doch nur höchst selten ein erheblicher Anteil der Bevölkerung an der Forderung nach kampfloser Übergabe. Dass die Stadt tatsächlich unzerstört blieb und eine Woche nach der Frauendemonstration kampflos an die Amerikaner übergeben wurde, verdankt sie Josephine Schmitt und allen Beteiligten der Demonstration.

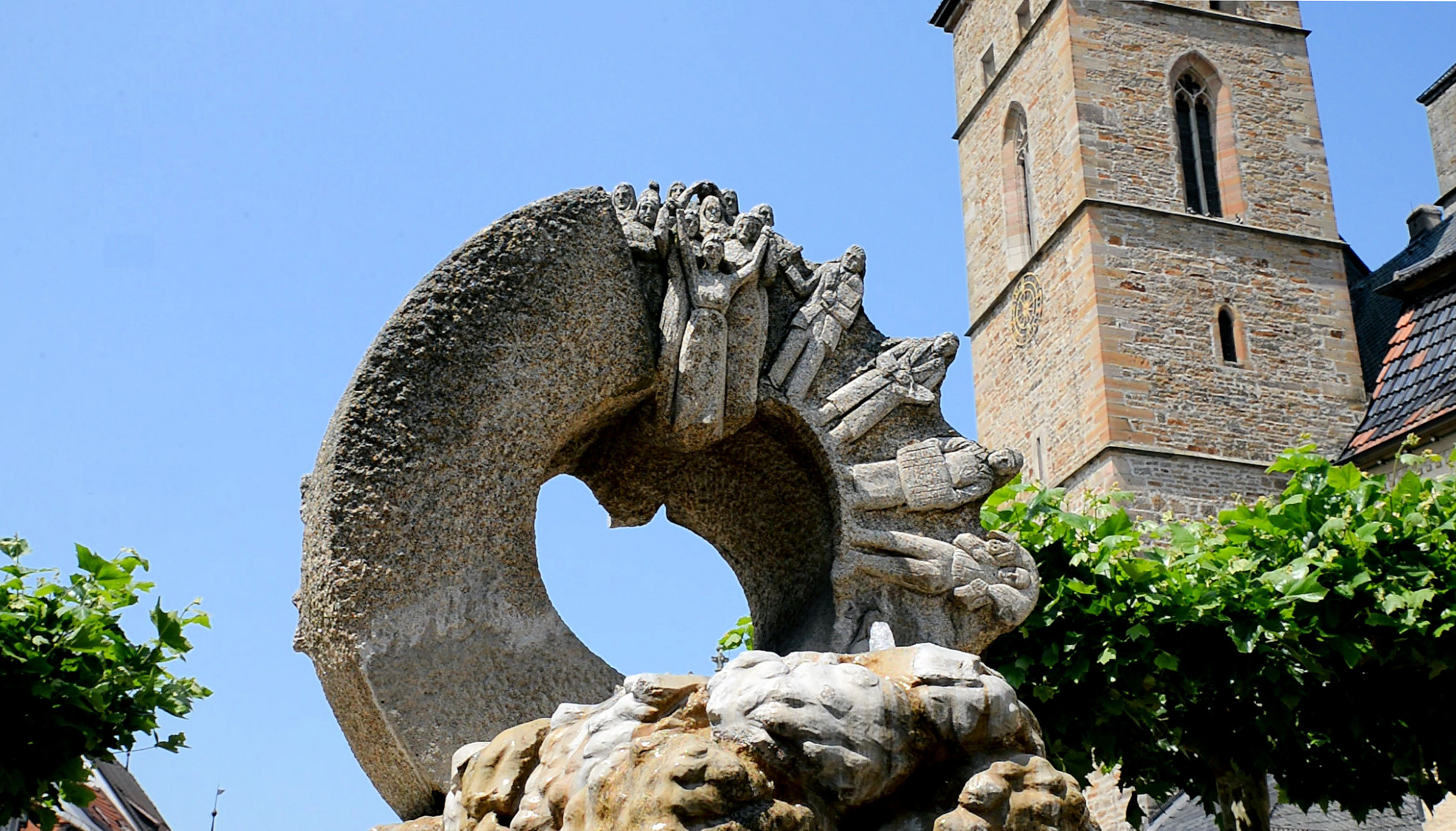
Marktbrunnen GEO C.Pitz

## Nachwirkung
Nach der Initiatorin der Demonstration wurde in Gerolzhofen eine Straße benannt. Dem Frauenaufstand wurde ein heute an der Stadtmauer aufgestelltes Denkmal gewidmet und auch auf den szenischen Darstellungen markanter Ereignisse der Stadtgeschichte auf dem Marktbrunnen wurde er verewigt.

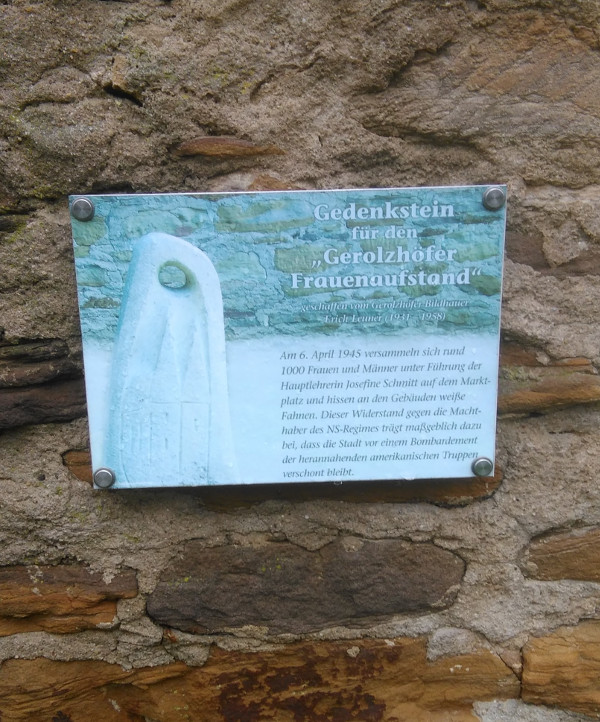
Gedenktafel Frauenaufstand

In der offiziellen Historiographie der Stadt spielte er bislang nur eine untergeordnete Rolle. Eine knappe Broschüre des historischen Vereins Gerolzhofen aus dem Jahr 1985 beschränkte sich auf eine z. T. unkritische Glorifizierung der Josephine Schmitt, ohne ihre Rolle während des Nationalsozialismus einzubeziehen. Zu den letzten Dezennien erschienen immer wieder Artikel in der lokalen Presse. Eine wissenschaftliche Aufarbeitung erfolgte erst 2015.

### Dramaturgische Bearbeitung
Ein Versuch zur Aufarbeitung des Frauenaufstandes für Film, Funk oder Fernsehen durch den Münchener Regisseur und späteren Journalisten Ernst A. Bernhardt scheiterte 1962/1963 an einem offenbar missratenen Drehbuch. 1979 wurde ein einstündiges Rundfunkfeature mit dem Titel Der Frauenaufstand aus der Feder von Walter Lobenstein am 18. November 1979 im 2. Hörfunkprogramm des Bayerischen Rundfunks, Studio Nürnberg, Welle Mainfranken, gesendet.
Eine dramaturgische Aufarbeitung erfuhr der Frauenaufstand im Jahr 2015 mit einer unter großer Anteilnahme der Bevölkerung erstellten historischen Inszenierung auf dem Marktplatz, die in sechs Aufführungen über 4.000 Zuschauer anzog. Das Stück mit dem Titel Fräulein Schmitt und der Aufstand der Frauen. Ein Drama mit grotesken Zügen wurde von dem in Gerolzhofen geborenen Schriftsteller Roman Rausch verfasst. Die Inszenierung übernahm Silvia Kirchhof mit dem Kleinen Stadttheater Gerolzhofen. Die Uraufführung fand am 3. September 2015 in Gerolzhofen statt.

## Film
- Rainer Leng: 6. April 1945. Der Frauenaufstand von Gerolzhofen. Zeitzeugen berichten. DVD, produziert von der Studiora, Würzburg 2015.